# Тимпанопластика

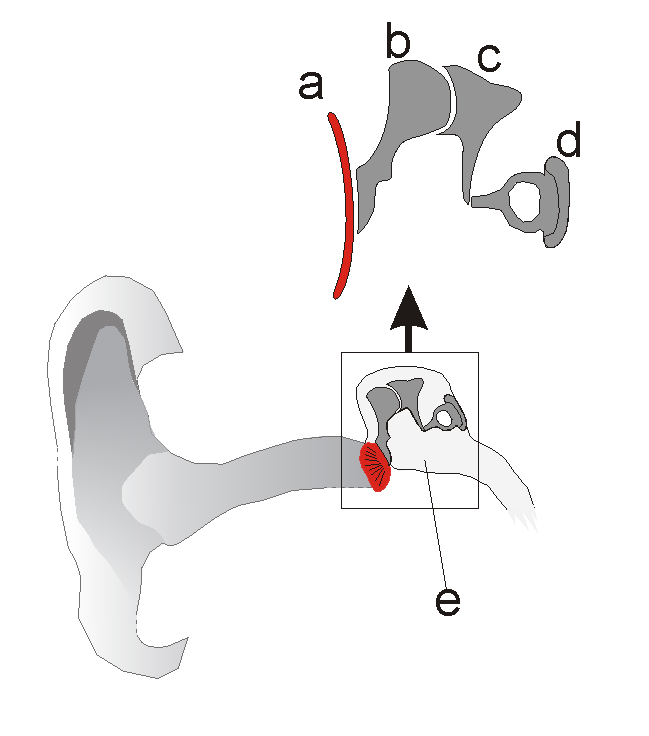
А — Барабанная перепонка;
B — Молоточек;
C — Наковальня;
D — Стремя;
E — Барабанная полость.

Тимпанопластика (от греч. tympo — ударяю, бью, новолат. tympanoplasty) — хирургическая операция, которая заключается в санировании полости среднего уха, восстановлении положения косточек среднего уха и завершается мирингопластикой. При хронических средних отитах проводится в два этапа. На первом этапе проводится санирующая операция, на втором функциональная.
Различают пять типов мирингопластики по классификации Х. Вульштейна (Wullstein, 1968 г.).
1. трансмеатальная пластика (устранение дефекта барабанной перепонки), выполняемая через наружный слуховой проход;
2. аттико-антротомия с формированием при помощи свободного трансплантата большой тимпанальной системы щадящим отношением к цепи слуховых косточек и сохранившейся функционально годной части барабанной перепонки;
3. радикальная операция с использованием кожного лоскута в отсутствии барабанной перепонки, а также молоточка и наковальни при интактном стремечке (создание упрощённой тимпанальной системы) ;
4. радикальное вмешательство, производимое при аналогичных дефектах в среднем ухе, что и в предыдущем случае, но уже в отсутствии ножек стремечка, когда в роли трансплантата выступает сохранившаяся основная, натянутая часть барабанной перепонки, обрамлённая костным кольцом, или свободный лоскут, которые приживляют к промонториуму непосредственно у края открытого овального окна;
5. радикальная операция и фенестрация на горизонтальном полукружном канале при иммобилизации стремечка на фоне резидуального или отосклеротического процесса.

Существует и более поздняя классификация тимпанопластики, предложенная Мирко Тосу (Mirko Tos, 1993 г.)

## Доступ к барабанной полости

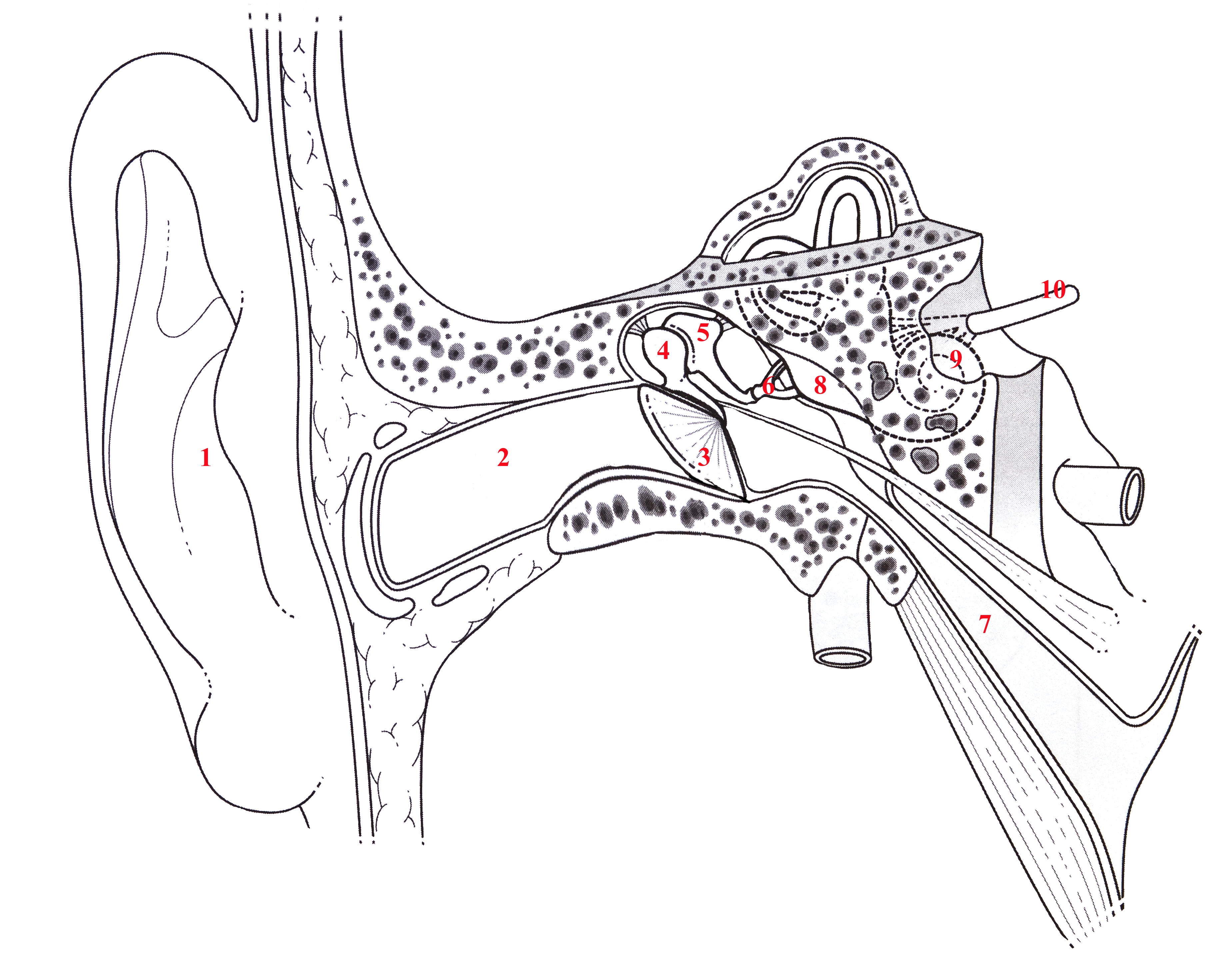
Строение уха

- интрамеатальный (пермеатальный)
- эндауральный
- ретроаурикулярный

### Интрамеатальный метод
Тимпанотомия (новолат. tympanotomy) — операция, в процессе которой отсепаровывают кожу слухового прохода вместе с барабанной перепонкой и фиброзным кольцом, формируя меатотимпанальный лоскут. Из интрамеатальных методов наиболее известен разрез по Розену.

## Оссикулопластика
Оссикулопластика (новолат. Ossiculoplasty) — восстановление положения слуховых косточек.

## Мирингопластика
Мирингопластика (новолат. myringoplasty) — операция по восстановлению целостности барабанной перепонки.

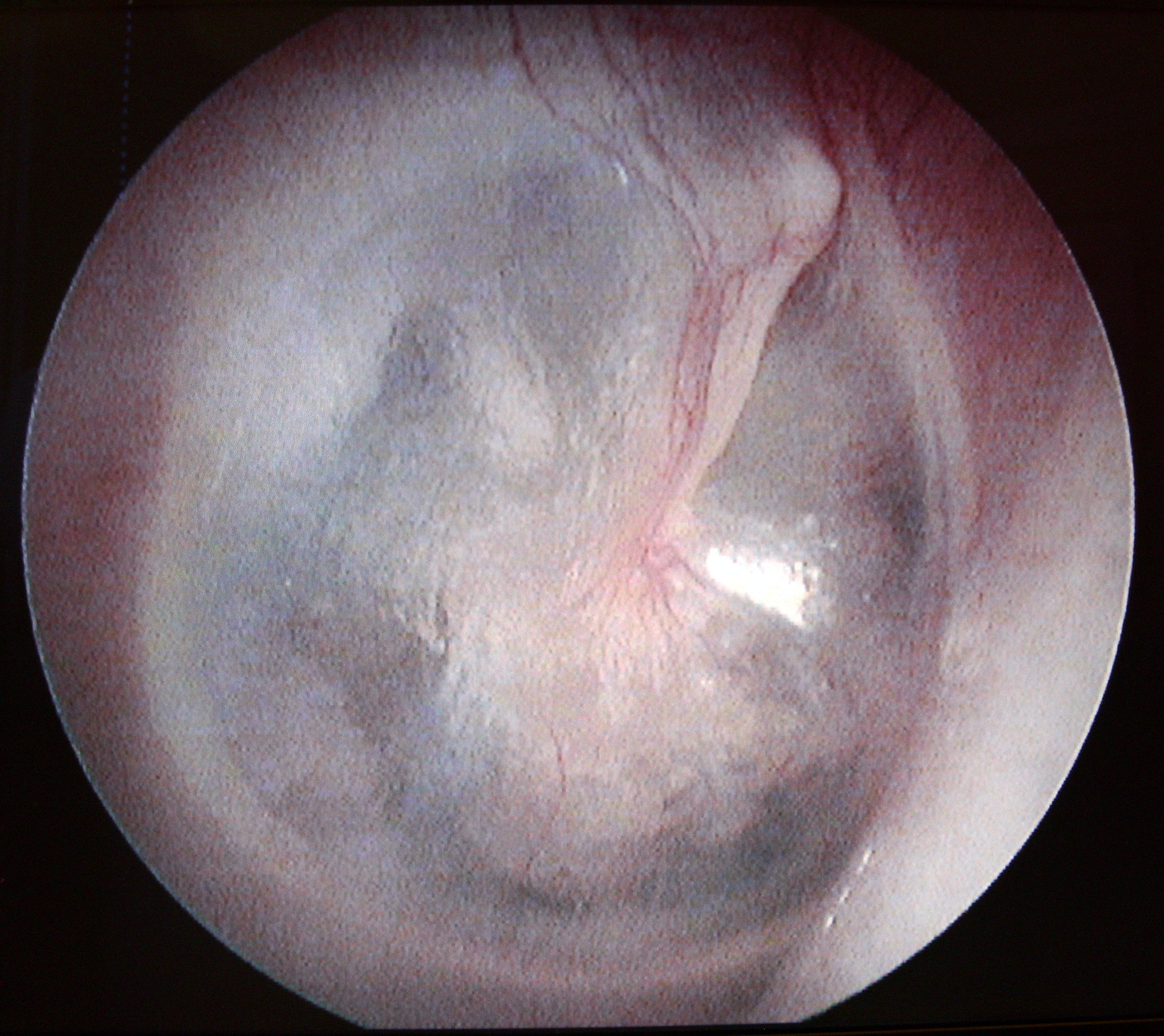
Здоровая барабанная перепонка
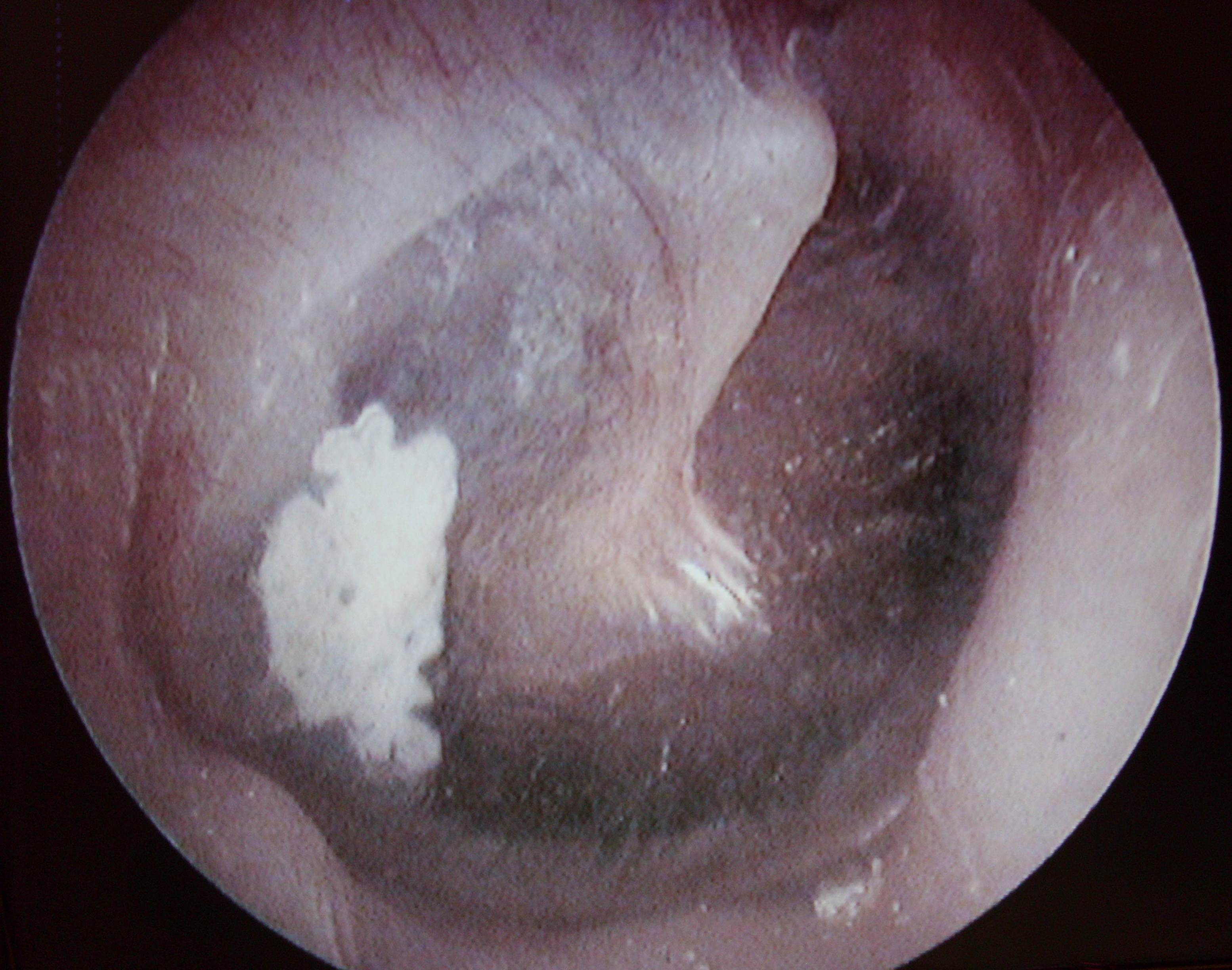
Тимпаносклероз — склероз барабанной перепонки
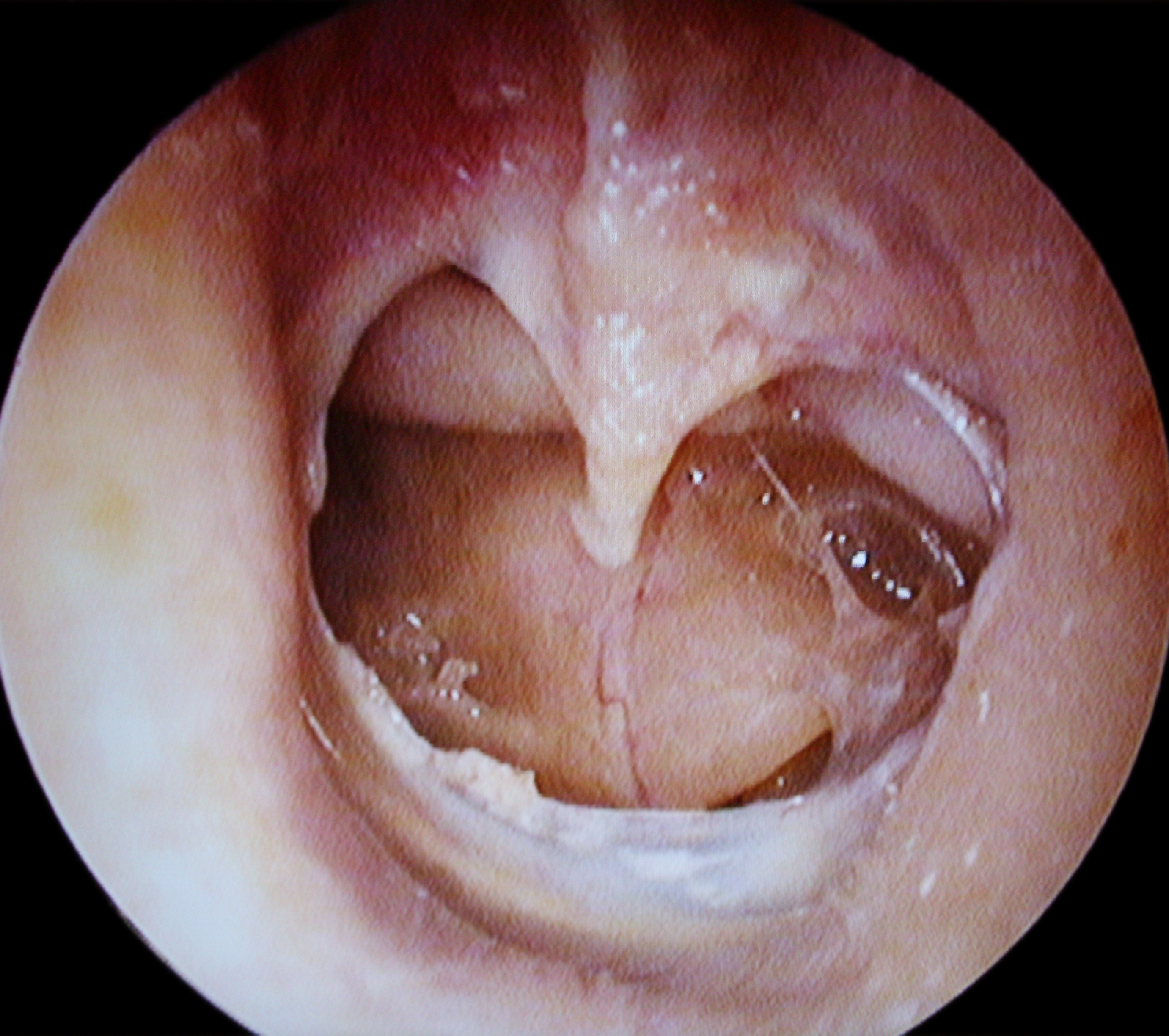
Перфорация барабанной перепонки
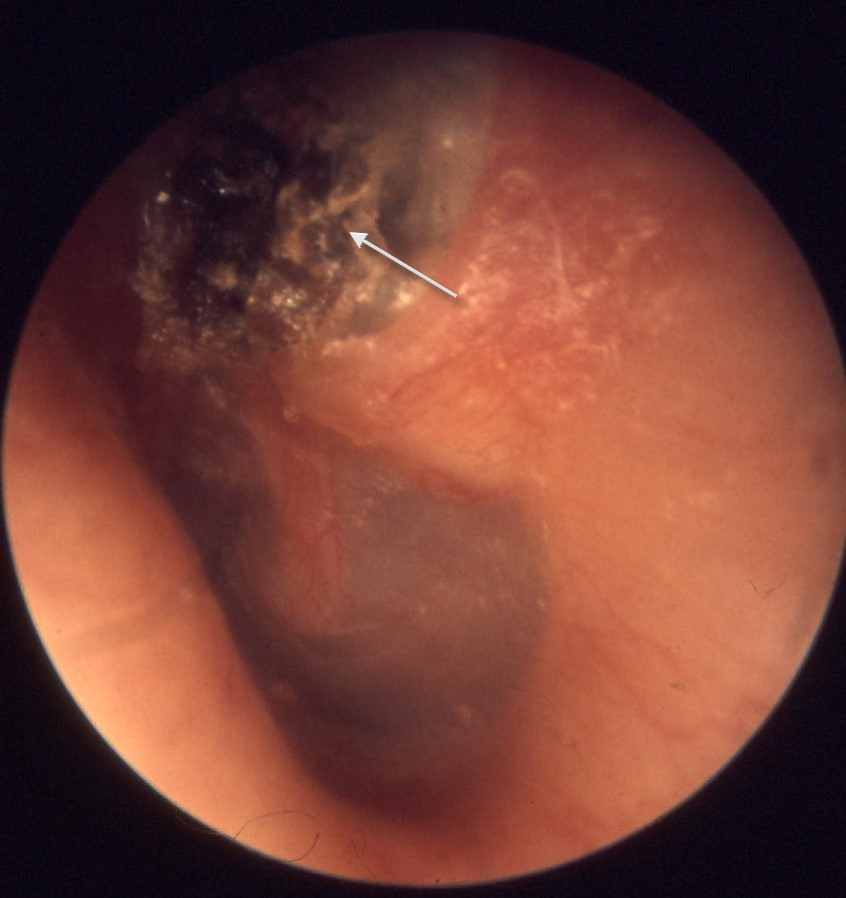
Холестеатома

### Мирингопластика двойным фасциальным лоскутом
Метод мирингопластики, позволяющий достичь необходимой герметичности и избежать последующих дегенеративных изменений в трансплантате. Для устранения перфорации, из фасции височной мышцы формируют двойной фасциальный лоскут, размещают его с двух сторон барабанной перепонки.

## Возможные осложнения
К редким, но возможным осложнениям операции тимпанопластики относятся:
- паралич или парез (повреждение) лицевого нерва на стороне операции;
- нарушение вкуса;
- вестибулярные нарушения (головокружение, неустойчивость походки, тошнота, рвота);
- головные боли;
- шум в ушах;

## Послеоперационный период
В первые недели после операции происходит эвакуация раневого материала через дренажную трубку, медленное растворение рассасывающейся губки. Синтетические плёнки удаляются на втором (функциональном) этапе операции.

## Гигиена
В первые несколько месяцев после операции не допускается попадание воды в слуховой проход. В целях профилактики грибковых инфекций, особенно после терапии антибиотиками, возможно применение антигрибковой терапии: флуконазол, обработка наружного уха хлорнитрофенолом.